# Spinz
Spinz (справжнє ім'я Скотт Лайкінс) — американський репер, продюсер з Окснарду, штат Каліфорнія. Почав читати реп у 1993 разом з іншими місцевими артистами (Madlib, Дадлі Перкінс). Перший виступ відбувся у церкві у віці 13 років. Є учасником дуету UndaCatz, куди також увійшов Soulcat. За свою кар'єру дав концерти у щонайменше 35 країнах. Займався зведенням та мастерингом треків з дебютної студійної роботи Cashis The Art of Dying (2012).

## Дискографія

### Студійні альбоми
- 2006: Proz & Conz (Lavish West Records)
- 2007: Life, Love and the Low End (Vibra Music Group)
- 2009: This Is What It Feels Like (Vibra Music Group)
- 2013: 1992 (Bogish Brand)

### Міні-альбоми
- 2013: Fuck Me, I'm Famous (Bogish Brand)[3]

### Мікстейпи
- 2013: $cotty Westwood Vol. 1
- 2015: $cotty Westwood Vol. 2

### Перевидання
- 2014: 1992 (FND Entertainment; делюкс-видання)

### Сингли
Власні
- 2011: «1 in a Million» (з участю Koolade)
- 2011: «Gamez» (з уч. Famous Fame)
- 2011: «Rosa Española»
- 2011: «Round tha World» (з уч. Big Shug)
- 2012: «Flip That» (з уч. Cashis)
- 2012: «Spirit» (з уч. Rone Jeremy та Christine)

Інших виконавців
- 2012: «Action» (Dankxperienz з уч. Spinz)